# Бингли, Норман
Норман Бингли (англ. Norman Bingley; 17 сентября 1863, Вестминстер, Большой Лондон — 16 января 1940) — британский яхтсмен, чемпион летних Олимпийских игр 1908 года.
На Играх 1908 года в Лондоне Бингли соревновался в классе 7 м. Только его команда участвовала, и поэтому она выиграла соревнование.